# Þórisvatn
Þórisvatn is het grootste meer in IJsland en ligt aan het meest zuidelijke stuk van de Sprengisandurweg in het IJslandse binnenland. Het is een stuwmeer met een wisselend wateroppervlakte van 70 tot 88 km² die een diepte van 109 tot 114 meter heeft. Het meer is door een kanaal met de Kaldakvísl rivier, die zijn oorsprong bij de Vatnajökull gletsjer heeft, verbonden. Aan de noordzijde wordt het meer door de Útigönguhöfði berg feitelijk in tweeën gespleten. De uitstroom van het meer gaat via een waterkrachtcentrale. Zoals in vele IJslandse meren, die meestal gletsjermeren of meren van vulkanische oorsprong zijn, heeft het Þórisvatn meer een groene kleur.